# SBT (방송국)

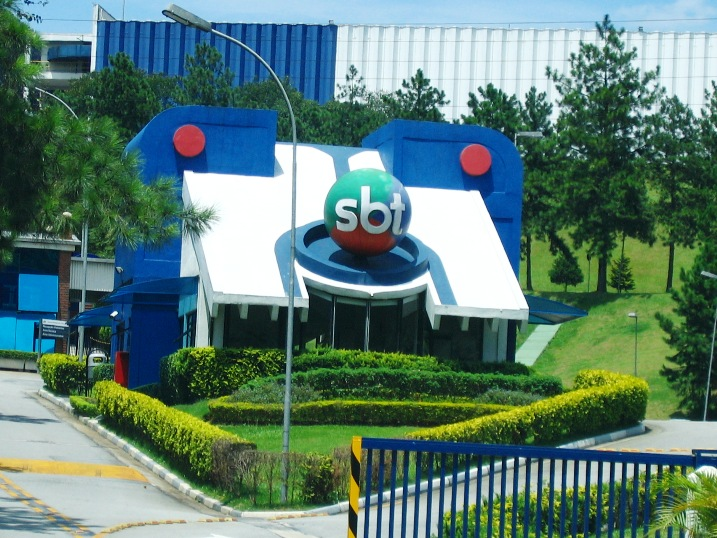

SBT(포르투갈어: Sistema Brasileiro de Televisão 시스테마 브라질레이루 지 텔레비저웅[*])는 1981년 8월 19일에 출범한 브라질의 텔레비전 네트워크다. 본사는 상파울루주의 오자스쿠에 위치해 있다. 브라질에서 두 번째, 라틴 아메리카에서 4번째로 큰 규모의 방송국이다.

## 역사
SBT의 전신은 1950년 9월 18일에 브라질 최초의 텔레비전 방송국으로 개국한 헤지 투피(pt:Rede Tupi)이다.
이와 별도로 설립자 실비오 산투스(Silvio Santos)는 1976년 5월 14일에 리우데자네이루에서 TVS (채널 11)란 이름의 방송을 시작하였다.
경영난으로 인해 헤지 투피가 1980년 7월 18일에 폐국 된 이후 실비오 산토스는 채널을 인수 받아 1981년 8월 19일에 TVS 상파울루 (채널 4)가 개국하면서 동시에 SBT라는 이름의 방송 네트워크를 출범하였다. 아직 지역국 명칭은 TVS를 계속 사용하였으나, 1990년에 SBT란 브랜드로 통합하였다.

## 주요 프로그램

### 뉴스 및 정보
- 조르나우 두 SBT(Jornal do SBT) (1991 ~ 현재)
- SBT 브라지우(SBT Brasil) (2005 ~ 현재)
- 코넥셔웅 헤포르테르(Conexão Repórter) (2010 ~ 현재)

### 오락·버라이어티
- 아 프라사 이 노사(A Praça É Nossa)
- 카소스 지 파밀리아(Casos de Família)
- 엘리아나(Eliana)
- 프로그라마 실비오 산토스(Programa Silvio Santos)
- 프로그라마 두 라치뉴(Programa do Ratinho)
- 프로그라마 하우 지우(Programa Raul Gil)
- 더 노이치 콩 다니루 젠칠리(The Noite com Danilo Gentili) (2014 ~ 현재)

### 어린이
- 봉 지아 이 콩파니아(Bom Dia & Companhia) (1993 ~ 현재)

### 텔레노벨라
원래
- 페호라 네그라(Pérola Negra) (1998 ~ 1999)
- 카후셀(Carrossel) (2012 ~ 2013)
- 쿰프리세스 지 웅 헤스가치(Cúmplices de um Resgate (2015 ~ 2016)

외국의
- 소이 투 두에냐(Soy tu dueña) : 텔레비사의 텔레노벨라
- 코라손 인도마블레(Corazón indomable) : 텔레비사의 텔레노벨라

### 드라마
- 뱀파이어 다이어리(The Vampire Diaries) : The CW의 텔레비전 드라마
- 니키타(Nikita) : The CW의 텔레비전 드라마
- 애로우: 어둠의 기사(Arrow) : The CW의 텔레비전 드라마
- 사우스랜드(Southland) : TNT의 텔레비전 드라마

### 코메디
- 엘 차보 델 오초(El Chavo del Ocho) : 텔레비사의 텔레비전 시트콤
- 두 남자와 1/2(Two and Half Men) : CBS의 텔레비전 시트콤
- 빅뱅 이론(The Big Bang Theory) : CBS의 텔레비전 시트콤
- 헤크 패밀리(The Middle) : ABC의 텔레비전 시트콤
- 왈가닥 루시(I Love Lucy) : CBS의 텔레비전 시트콤
- 마이크 앤 몰리(Mike & Molly) : CBS의 텔레비전 시트콤
- 서버가토리(Suburgatory) : ABC의 텔레비전 시트콤